# Simon Phillips

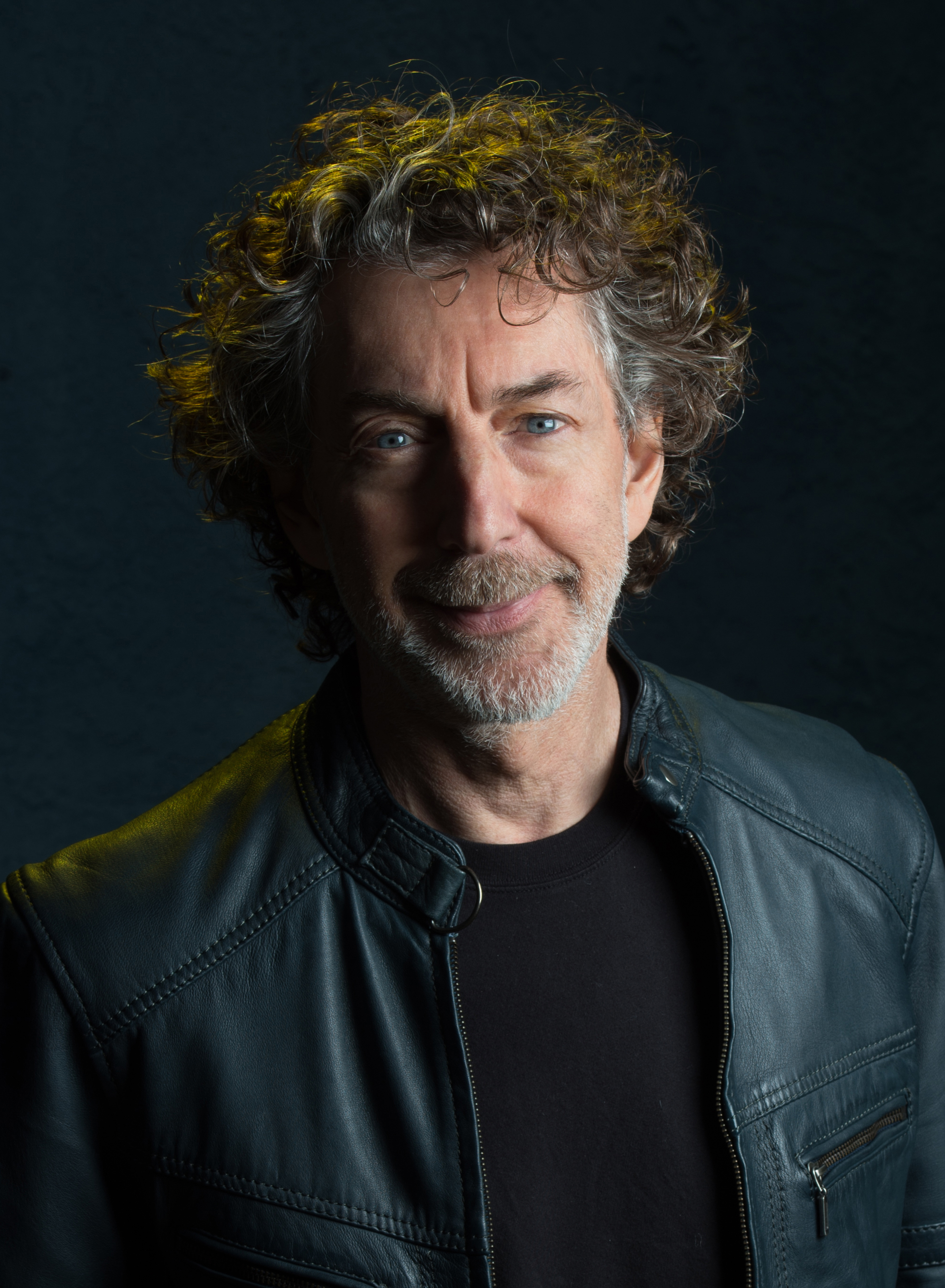
Simon Phillips (2017)

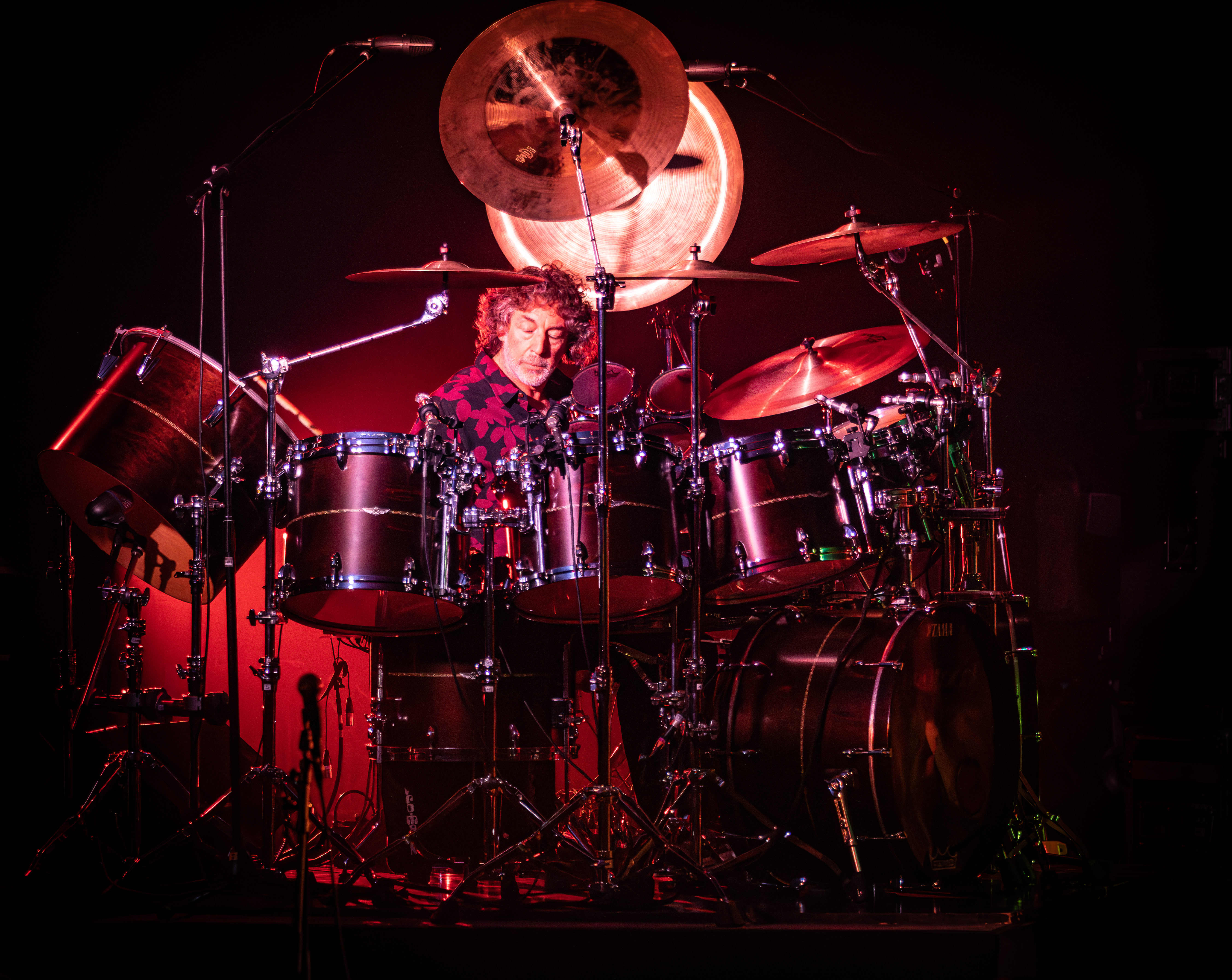
Simon Phillips live bei den Leverkusener Jazztagen 2019

Simon Phillips (* 6. Februar 1957 in London, England) ist ein britischer Schlagzeuger, der sich musikalisch im Fusion-, Rock- und Popmusik-Genre etabliert hat. Bekannt geworden ist er vor allem als Mitglied der Band Toto.
Phillips ist auch als Studiomusiker tätig. Zu seinen Referenzen zählen Asia, Jeff Beck, Peter Gabriel, Mick Jagger, Judas Priest, Gary Moore, Mike Oldfield, Joe Satriani, Michael Schenker, Pete Townshend, The Who, Hiromi Uehara, Stanley Clarke, Gianna Nannini und Lee Ritenour.

## Biografie
Sein Vater Sid Phillips (1907–1973) war Jazz-Klarinettist. Mit vier Jahren bekam er sein erstes eigenes Schlagzeug; mit zwölf Jahren trat er in der Dixieland-Band seines Vaters auf. Beim Tod seines Vaters war er sechzehn.
1973 spielte er beim Musical Jesus Christ Superstar und arbeitete daraufhin als Session-Musiker in Großbritannien und den USA. 1976 trat er für 3 Konzerte, darunter in Reading und in der Queen Elisabeth Hall mit der Gruppe 801 auf, die neben ihm aus Phil Manzanera, Brian Eno, Francis Monkman, Bill MacCormick und Lloyd Watson bestand. Die LP zu den Konzerten 801 Live wurde weltweit von der Kritik bestens aufgenommen. 1977 spielte er für die Heavy-Metal-Band Judas Priest auf deren Album Sin After Sin. Ebenfalls 1977 spielte er auf der Platte How's Tricks des ehemaligen Cream-Bassisten Jack Bruce und 1980 auf dem von Roger Glover produzierten Debüt-Album der frisch gegründeten Michael Schenker Group, das neben Michael Schenker und dem Sänger Gary Barden, mit hochklassigen Studiomusikern aufgenommen wurde, zu denen auch der Keyboarder Don Airey und der Bassist Mo Foster zählte. Im gleichen Jahr spielte er, ebenfalls zusammen mit Foster, auf Jeff Becks Platte There and Beck; Keyboarder war Tony Hymas.
1981 gründete Phillips mit Hymas und dem Sänger Jim Diamond das Bandprojekt Ph.D., dessen erfolgreichste Single I Won’t Let You Down nach ihrem Erscheinen Ende des Jahres auch deutschlandweit im Radio lief und sich Anfang 1982 in den deutschen Top 20 platzieren konnte. Einem größeren Publikum wurde er ferner als Schlagzeuger von Mike Oldfield auf diversen Veröffentlichungen bekannt, u. a. auf dessen Alben Crises (1983) und Discovery (1984), die er mit Oldfield gemeinsam produzierte. Er begleitete diesen auch auf den folgenden Welttourneen.
1987 war Simon Phillips Mitglied von Pete Yorks erstem Super Drumming-Projekt. 1988 startete er mit der Veröffentlichung des Albums Protocol zudem eine Solokarriere im Bereich Jazz-Rock, in deren Verlauf ihn seither unter anderen der Gitarrist Ray Russell, der Bassist Anthony Jackson und der Pianist Jeff Babko begleitet haben.
Im Jahr 1989 tourte Phillips mit The Who, 1990 dann zusammen mit Jeff Baxter (Steely Dan, Doobie Brothers), John Entwistle (The Who), Joe Walsh (Eagles) und Keith Emerson (Emerson, Lake and Palmer) unter dem Bandnamen The Best durch Hawaii und Japan. Ein Album dieser Besetzung kam nicht zustande.
1991 beschloss Phillips, von England nach Los Angeles (USA) umzuziehen; bis zur Umsetzung vergingen einige Monate. Im August 1992, nur wenige Tage nach dem Tod des Toto-Schlagzeugers Jeff Porcaro, erhielt Simon Phillips, noch in England wohnend, einen Anruf von Steve Lukather, dem Gitarristen von Toto. Lukather fragte ihn, ob er es sich vorstellen könne, mit Toto auf Welttournee zu gehen. Phillips brach sämtliche Studioarbeiten ab, beschleunigte seinen geplanten Umzug nach Amerika, und verließ England am 31. August 1992 mit dem Ziel L.A., wo am nächsten Tag die Proben für die Tournee von Toto begannen. Nach der Tournee baten Toto ihn, ein ständiges Mitglied der Band zu werden. Phillips willigte ein und begann kurz darauf, mit der Band deren neues Album einzuspielen. Neben dem Album Tambu aus dem Jahr 1995 spielte er auf sechs weiteren Alben mit der Band zusammen. 2014 trennte sich Simon Phillips zu Gunsten seiner eigenen Solokarriere freundschaftlich von Toto.

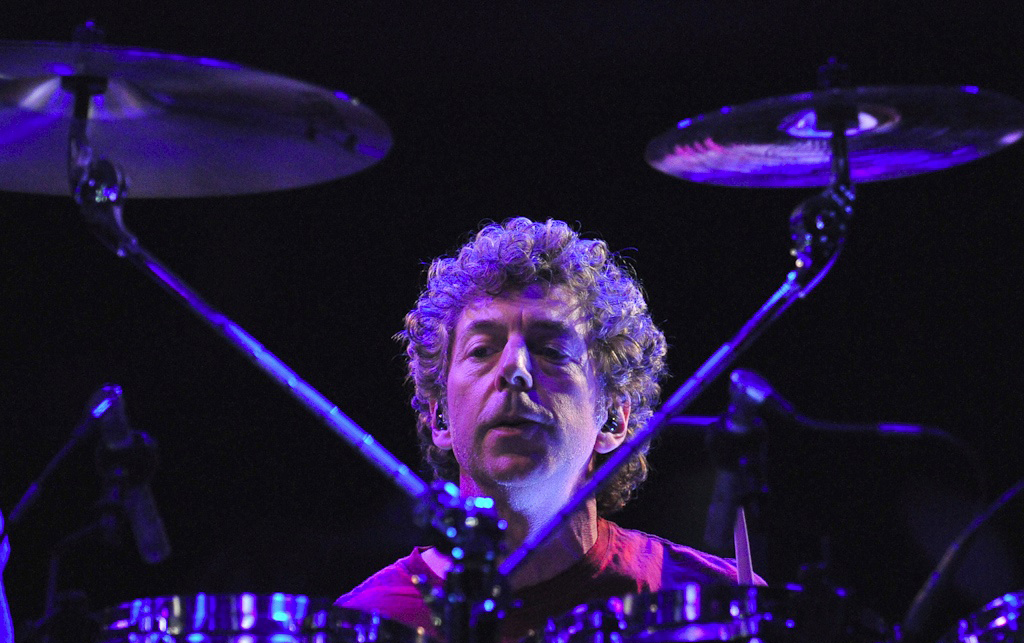
Phillips im November 2009

2014 stellte er zur Einspielung des Albums Protocol II eine eigene Band zusammen mit Ernest Tibbs am Bass, Andy Timmons an der Gitarre und Steve Weingart an den Keyboards. Dieses Bandprojekt spielte 2015 das weitere Album Protocol III ein. Phillips tourte mit dieser Band weltweit. 2017 stellte Phillips die Besetzung dieses Bandprojekts um, indem er den Gitarristen Greg Howe und den Keyboarder Dennis Hamm als Mitglieder aufnahm. In dieser Besetzung wurde das Album Protocol IV eingespielt, das ebenso wie die Vorgängeralben Instrumentalmusik in den Genres Fusion/Jazz-Rock präsentiert.
2016 war er mit der japanischen Jazz-Pianistin Hiromi Uehara und dem Bassisten Anthony Jackson auf Welttournee.
Phillips wurde in seiner Karriere auch immer wieder als Produzent tätig. In seiner Karriere hat Phillips bei vielen Bands und Interpreten auf Studio-Aufnahmen oder Konzerten mitgearbeitet, unter anderem für Asia, Jeff Beck, Camel, The Corrs, Stanley Clarke, Peter Gabriel, France Gall, Gordon Giltrap, Steve Hackett, Mick Jagger, Los Lobotomys, Steve Lukather, Judas Priest, Madness, Michael Schenker Group, Michael Schenker, Gary Moore, Mr. Big, Gianna Nannini, Nazareth, Julia „Jule“ Neigel, Mike Oldfield, Robert Palmer, Mike Rutherford, Joe Satriani, Tears for Fears, Pete Townshend, Bonnie Tyler, Whitesnake, The Who, Nik Kershaw und Gary Boyle.

## Equipment
Simon Phillips spielt seit 2013 ein Tama „Monarch“ Signature Star Maple Series Doublebass-Schlagzeug mit Schlagzeugfellen von Remo, Zildjian-Becken und Signature Sticks von Pro Mark.

## Diskografie
- 1988: Protocol
- 1992: Force Majeure
- 1995: Symbiosis (DE: Gold (German Jazz-Award))[5]
- 1997: Another Lifetime
- 1999: Out of the Blue

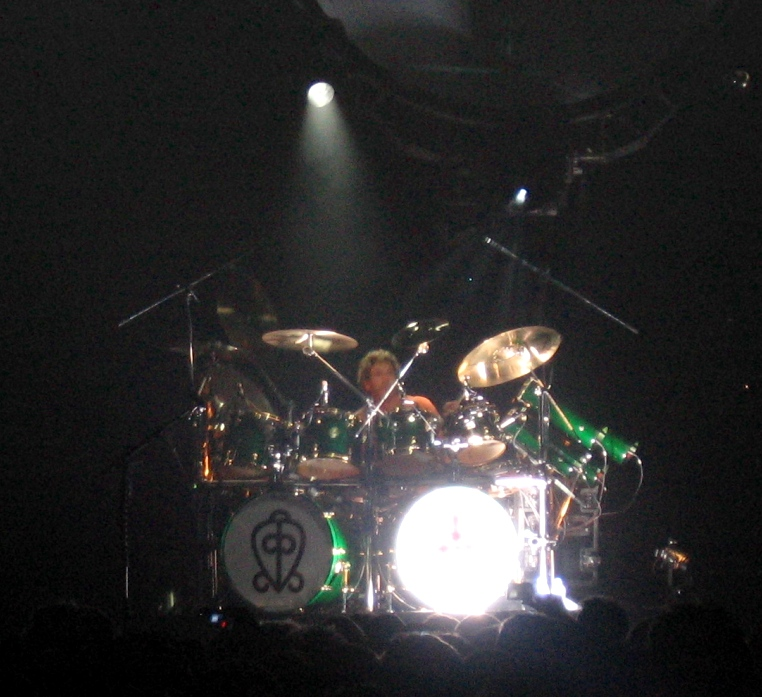
Simon Phillips in Frankfurt/M. 2006 beim Schlagzeugsolo

- 2000: Vantage Point – mit Jeff Babko
- 2011: 21 Spices – mit Trilok Gurtu und der NDR Bigband
- 2013: Protocol II
- 2014: Intelligent Music Project II – My Kind O’ Lovin’
- 2015: Protocol III
- 2015: Intelligent Music Project III – Touching the Divine
- 2017: Protocol IV
- 2019: Protocol IV – Studio Live Session
- 2019: Intelligent Music Project IV – Sorcery Inside
- 2020: Intelligent Music Project V – Life Motion
- 2020: Derek Sherinian – The Phoenix
- 2022: Protocol V
- 2022: Simon Phillips Studio Live Session Vinyl

mit The Michael Schenker Group
- 1980: The Michael Schenker Group
- 2010: The 30th Anniversary Concert - Live in Tokyo
- 2021: Immortal (Auf diesem Album spielt Phillips nur in zwei Liedern als Gastmusiker das Schlagzeug)
- 2022: Universal (Auf diesem Album spielt Phillips nur in drei Liedern als Gastmusiker das Schlagzeug)

mit MSG Schenker-Barden
- 2008: In the Midst of Beauty

mit Michael Schenker
- 2011: Temple of Rock (Auf diesem Album spielt Phillips jedoch lediglich in dem Lied How Long sowie in der Version How Long (3 Generations Guitar Battle Version) als Gastmusiker das Schlagzeug)

mit Michael Schenker Fest
- 2019: Revelation

mit Mike Oldfield
- 1983: Crises
- 1984: Discovery
- 1987: Islands
- 1991: Heaven’s Open

mit Toto
- 1993: Absolutely Live
- 1995: Tambu
- 1998: TOTO XX: 1977–1997
- 1999: Mindfields
- 1999: Livefields
- 2002: Through the Looking Glass
- 2003: Live in Amsterdam (25th Anniversary)
- 2006: Falling in Between
- 2008: Falling in Between Live
- 2014: Live in Poland (35th Anniversary)